# مارزيو مارتيلي
مارزيو مارتيلي (بالإيطالية: Marzio Martelli)‏ مواليد 14 ديسمبر 1971 في إيطاليا، هو لاعب كرة مضرب إيطالي سابق بدأ مسيرته كمحترف سنة 1996 وكان يلعب باليد اليمنى. أعلى تصنيف له في الفردي كان المركز الـ 96 في سنة 1997. أعلى تصنيف له في الزوجي كان المركز الـ 318 في سنة 1997.

## النهائيات

### الفردي: (1)
| الرقم | السنة | الدورة                | الأرضية | المنافس في النهائي | النتيجة في النهائي |
| ----- | ----- | --------------------- | ------- | ------------------ | ------------------ |
| 1.    | 2001  | سان بينيديتو، إيطاليا | ترابية  | سلفادور نافارو     | 6–4, 6–2           |

## روابط خارجية
- مارزيو مارتيلي على موقع رابطة محترفي التنس (الإنجليزية)
- مارزيو مارتيلي على موقع الاتحاد الدولي لكرة المضرب (الإنجليزية)
- مارزيو مارتيلي على موقع كأس ديفيز (الإنجليزية)
- مارزيو مارتيلي على موقع خلاصة التنس.كوم (الإنجليزية)